# 邊基夫齊
49°26′27″N 24°27′10″E / 49.44083°N 24.45278°E
邊基夫齊（烏克蘭語：Беньківці），是烏克蘭西部的村莊，隸屬伊萬諾-弗蘭科夫斯克州的伊萬諾-弗蘭科夫斯克區。該村始建於1472年，面積8.5平方公里，2001年人口346，人口密度每平方公里40.7人。